# Mekong Delta (együttes)
A Mekong Delta egy német progresszív thrash metal együttes, mely 1985-ben alakult. A zenekart Ralph Hubert basszusgitáros és zeneszerző hozta létre. Hubert tekinthető az együttes vezetőjének és fő dalszerzőjének, a zenekar indulása óta számtalan zenész megfordult mellette az évek múlásával.
A Mekong Delta Európa egyik legkultikusabb thrash metal zenekara, melynek érdekessége, hogy a stílust progresszív rockkal és komolyzenével keverik. Ennek megfelelően az együttes, már több komolyzenei feldolgozást készített, többek között olyan zeneszerzőktől, mint  Muszorgszkij, Hacsaturján vagy Sosztakovics.
1998-ban egy hosszabb időre szüneteltette zenekarát Ralph Hubert, de a 2000-es évek közepétől új tagokkal ismét nekiállt a lemezkészítésnek, melynek eredménye a 2007-ben megjelent Lurking Fear. Legutóbbi nagylemezük 2014-ben jelent meg In a Mirror Darkly címmel.

## Pályafutás

### Kezdetek és a debütáló album (1985-1988)
A zenekart Ralph Hubert basszusgitáros hozta létre az 1980-as évek közepén. Eredetileg a „Höhe 13” nevet adta volna zenekarának, mely kifejezés a történelem első gáztámadására utal.
A Mekong Delta nevet azért választotta a basszusgitáros, mert elmondása szerint egy provokatív nevet akart, ami utal az emberek szélsőséges tetteire.
Mivel az akkori német metal együttesek technikai felkészültségét, jóval gyengébbnek tartotta, a tengerentúli zenekarokéhoz képest, elhatározta, hogy a legképzettebb német zenészekkel fog együtt dolgozni.
Hubert titokban szerette volna tartani, az együttes tagjainak kilétét, ezért a korai években álneveket használt az együttes, de a cél érdekében zenekari fotók sem készültek. Döntése hátterében az állt, hogy elmondása szerint senki sem hitte volna el, hogy német zenekar játszhat ilyen technikás zenét, másrészt szerződéses kötelezettségei is voltak a zenekar egyes tagjainak.
Elsőként Jörg Michael dobossal találkozott, aki bemutatta Hubertnek a Metallica Fight Fire With Fire dalát, melynek ritmikai képletei akkoriban még szokatlannak számítottak. Ez a dal jelentette Hubert számára a kiindulópontot, aki azt javasolta, Michaelnek, hogy dolgozzon ki, minél bonyolultabb dobtémákat.
Az első demón Jörg Michael mellett Jochen Schröder (ex-Rage) gitáros, és Peavy Wagner (ex-Rage) basszusgitáros játszott, valamint Wolfgang Borgmann énekelt.
Hubert korábban olyan zenekarok mellett producerkedett, mint a Warlock, vagy a Living Death, így az utóbbi együttes két gitárosát Frank Frickét és Reiner Kelchet kérte meg a debütáló Mekong Delta album munkálataira. A cím nélküli debütáló lemezen az együttes tagjai álneveket használtak, így a borítón az alábbi nevek voltak olvashatóak:
- Björn Eklund (Ralp Hubert) – basszusgitár
- Gordon Perkins (Jörg Michael) – dob, ütőhangszerek
- Rolf Stein (Frank Ficke) – gitár
- Vincent St. Johns (Reiner Kelch) – gitár
- Keil (Wolfgang Borgmann) – ének

A debütáló album 1987-ben jelent meg, mely egyéni felfogású thrash metalt tartalmazott, kevésbé kísérletezős módon, mint a későbbi lemezeken. Ezt követően Uli Kusch került Jörg Michael helyére. Kusch felvette a Patrick Duval álnevet, mielőtt csatlakozott volna az együtteshez. 1988-ban egy The Gnome című EP jelent meg, mielőtt nekiálltak volna a második album felvételeinek.

### Kísérletezés és átmeneti feloszlás (1988-1997)
1988-ban jelent meg második lemezük a The Music of Erich Zann, melyre sokan úgy tekintenek, mint legfontosabb lemezükre. A korongon hallható Interludium (Begging For Mercy) című Bernad Herrmann átköltés eredetije Alfred Hitchcock Psychójában lett világszerte ismert. Ezen a korongon már nagy szerepet kapott a klasszikus zene is, mely keverése a progresszív thrash metallal később az együttes védjegyévé vált. A lemez vegyes kritikákban részesült, a zenekarnak sosem sikerült olyan széles sikereket elérniük, mint néhány európai thrash metal zenekarnak.
Reiner Kelch hamarosan elhagyta a zenekart, helyére a Mark Kaye álnéven szereplő Uwe Baltrusch került. 1989-ben egy Toccata című Ep jelent meg a zenekartól, amit a The Principle of Doubt album követett. Ezt követően Fricke elhagyta a zenekart, hogy más zenei stílusokban is kipróbálhassa magát. Hubert úgy döntött, hogy nem vesz be helyére senkit, így Baltrusch egyedül gitározott a továbbiakban.
1990-ben jelent meg a Dances of Death (and other Walking Shadows) album, melynek elkészítése előtt Wolfgang Borgmann elhagyta az együttest. Helyére az amerikai Doug Lee érkezett, aki korábban a Siren zenekarnak volt a tagja. A korongra felkerült Modeszt Petrovics Muszorgszkij Éj a kopár hegyen című művének átdolgozása is. A megjelenést követően Jörg Michael elhagyta a zenekart, helyére a Svájcból érkezett Peter Haas került. A zenekar ez idő tájt kezdett el koncertezni, legfőképpen Németországban és Hollandiában. 1991-ben egy koncertlemez is megjelent, mely a Live at an Exhibition címet kapta. A koncerteken Georg Syrmbos gitáros is csatlakozott az együtteshez.
A következő album Kaleidoscope címmel 1992-ben jelent meg, mely tartalmazott egy Genesis feldolgozást is a Dance on a Volcano képében. 1993-ban egy Classics című albumot jelentettek meg, mely az együttes összes komolyzenei átiratát tartalmazta, kivéve a Kaleidoscope albumon szereplő Sabre Dance címűt.
1994-ben jelent meg a Visions Fugitives album, mely zeneileg elődjei irányvonalát folytatta. A korongra felkerült egy több, mint 20 perces darab is, a hat tételből álló Suite for Group and Orchestra képében.
1997-ben jelent meg a Pictures at an Exhibition című albumuk, mely teljes egészében tartalmazta Muszorgszkij művének az Egy kiállítás képeinek feldolgozását. Mivel az album teljes mértékben instrumentális zenét tartalmaz, Doug Lee nem hallható a korongon.
A Pictures at an Exhibition album rögzítése Hubert számára annyira megterhelő volt, hogy 1997-ben úgy döntött, hogy egy ideig szünetelteti zenekarát.

### Visszatérés (2007-napjainkig)
1997 és 2007 között a Mekong Delta nem volt aktív, ez idő alatt Hubert újra megjelentette az első hat nagylemezt. A korongok feljavított hangzásáért is Hubert felelt, melyek a basszusgitáros elmondása szerint sokkal tisztább megszólalást kaptak, mint az eredeti korongok.
A Mekong Delta eltűnése után olyan pletykák is szárnyra keltek, melyek azt állították, hogy Hubert Görögországba vagy Törökországba költözött, míg egyesek azt híresztelték, hogy meghalt a basszusgitáros. Hubert 2005-ben a svéd Theory In Practice gitárosával Peter Lake-kel kezdett el dolgozni. Eleinte a korábbi dobos Peter Haas is csatlakozott az együtteshez, de ő nem maradt sokáig, így hamarosan ismét Uli Kusch lett az együttes dobosa. Leo Szpigiel énekessel lett teljes a felállás, mely rögzítette az együttes visszatérő lemezének is nevezhető Lurking Feart.
Az anyag 2007. augusztus 31-én jelent meg és nagyrészt pozitív kritikákban részesült. A korong a korábbi lemezeken megismert progresszív és experimentális thrash metalt tartalmazott, hangsúlyos komolyzenei részekkel. A lemezre Dmitrij Dmitrijevics Sosztakovics tizedik szimfóniája is felkerült.
2007-ben egy DVD is megjelent Live in Frankfurt 1991 címmel, mely nagyrészt negatív kritikákban részesült, elsősorban a filmfelvétel gyenge minősége miatt.
Utolsó albumuk 2010. június 22-én jelent meg Wanderer on the Edge of Time címmel, ismét új zenekari tagokkal. Hubert mellett Martin Lemar énekelt, Alex Landenburg dobolt, valamint Benedikt Zimniak és Erik Adam H. Grösch gitároztak. 2012-ben az első hat nagylemezről származó korábbi dalaik újrajátszott változatait adták ki az Intersections válogatásalbumon. Zimniak 2013-ban távozott, így a 2014 áprilisában megjelent In a Mirror Darkly stúdióalbumot már négyesben rögzítette a zenekar.

## Tagok
Jelenlegi felállás
- Martin LeMar – ének (2008 óta)
- Ralph Hubert – basszusgitár (1985 óta)
- Erik Adam H. Grösch – gitár (2008 óta)
- Alex Landenburg – dob (2008 óta)

Korábbi tagok
- Wolfgang Borgmann – ének (1987-1990)
- Jochen Schröder – gitár (-1987)
- Frank Fricke – gitár (1987-1989)
- Reiner Kelch – gitár (1987-1988)
- Georg Syrmbos – gitár (1991)
- Peavy Wagner – basszusgitár  (1985-1987)
- Jörg Michael – dob (1987-1990)
- Uli Kusch – dob (1988)(2007)
- Peter Haas – dob (1991-2006)
- Doug Lee – ének (1990-1994)
- Uwe Baltrusch – gitár (1989-1996)
- Peter Haas – dob (1991-2006)
- Peter Lake – gitár (2006-2007)
- Leo Szpigiel – ének (2007-2008)
- Benedikt Zimniak – gitár (2008-2013)

## Diszkográfia

### Stúdióalbumok
- Mekong Delta (1987)
- The Music of Erich Zann (1988)
- The Principle of Doubt (1989)
- Dances of Death (and other Walking Shadows) (1990)
- Kaleidoscope (1992)
- Visions Fugitives (1994)
- Pictures at an Exhibition (1997)
- Lurking Fear (2007)
- Wanderer on the Edge of Time (2010)
- In a Mirror Darkly (2014)

### EP-k és kislemezek
- The Gnome (1988)
- Toccata (1989)

### Koncertlemezek
- Live at an Exhibition (1991)
- Live in Frankfurt 1991 (DVD) (2007)

### Válogatásalbumok
- Classics (1993)
- The Principle of Doubt (2005)
- Intersections (2012)